# Aleksandr Michajlovič Ljapunov
Aleksandr Michajlovič Ljapunov in russo Александр Михайлович Ляпунов? (Jaroslavl', 6 giugno 1857 – Odessa, 3 novembre 1918) è stato un matematico e fisico russo, noto soprattutto per i suoi risultati sulla stabilità dei sistemi dinamici.
Il suo nome viene traslitterato anche come Lyapunov, Liapunov o Ljapunow.

## Giovinezza
Ljapunov nacque a Jaroslavl', Impero russo. Suo padre Michail Vasil'evič Ljapunov (1820-1868) è stato un noto astronomo, direttore del liceo Pavel Grigor'evič Demidov di Jaroslavl', attivo per diversi anni presso l'osservatorio dell'Università di Kazan. Nel 1854, a seguito dell'allontanamento di Nikolaj Lobačevskij da quella Università, il padre decise di dare le dimissioni dall'osservatorio, trasferendosi con la sua famiglia in una proprietà della moglie nella provincia di Simbirsk (l'attuale Oblast' di Ul'janovsk). Qui si dedicò all'istruzione dei suoi due figli Aleksandr e Sergej, futuro compositore (1859-1924), utilizzando suoi libri scritti in russo, tedesco e francese e riguardanti diverse discipline quali matematica, astronomia, filosofia, storia, etnografia, economia politica e letteratura.
Dopo l'improvvisa morte del padre, Aleksandr fu istruito dallo zio R. M. Sečenov, fratello del fisiologo Ivan Michajlovič Sečenov, insieme a sua figlia Natal'ja Rafailovna, che in seguito Aleksandr sposò all'età di 29 anni. Nel 1870 Ljapunov si trasferì con la sua famiglia a Nižnij Novgorod (la città chiamata Gor'kij dal 1932 al 1990), dove cominciò a frequentare subito il terzo anno del ginnasio, portando a termine tale percorso di formazione in modo eccellente nel 1876.

## Studi universitari
In seguito Ljapunov iniziò gli studi universitari presso la facoltà Fisico-Matematica dell'Università di Stato di San Pietroburgo, dove conobbe Andrej Markov. Inizialmente seguì le lezioni di Dmitrij Mendeleev sulla chimica, ma dopo un mese si trasferì al dipartimento di matematica, pur continuando a dimostrare interesse per la chimica.
I suoi docenti di matematica sono stati Čebyšëv (Chebyshev) ed i suoi collaboratori Aleksandr Nikolaevič Korkin e Egor Ivanovič Zolotarëv. Ljapunov scrisse il suo primo trattato scientifico sotto la guida di D. K. Bobylev, professore di meccanica.
Durante il quarto anno fu premiato con una medaglia d'oro per un trattato sull'idrostatica, il quale risultò essere una premessa al suo primo testo scientifico pubblicato, Sull'equilibrio dei corpi solidi immersi in un fluido all'interno di un vaso (О равновесии тяжелых тел в тяжелых жидкостях, содержащихся в сосуде определенной формы) e Sul potenziale della pressione idrostatica (О потенциале гидростатических давлений). In entrambi i trattati, scritti prima di concludere gli studi universitari, sono presenti nuovi metodi e dimostrazioni rigorose di teoremi sull'idrostatica fino allora incompleti.
Nel 1880 Ljapunov ottenne la laurea e rimase all'Università di San Pietroburgo a svolgere l'attività di ricercatore e per conseguire una laurea in matematica applicata; questa è stata ottenuta discutendo la tesi Sulla stabilità delle forme ellittiche in equilibrio di un fluido di rotazione (Об устойчивости эллипсоидальных форм равновесия вращающейся жидкости). A seguito dell'interesse di Pafnutij Čebyšëv per il lavoro da lui svolto, molti studiosi di matematica, meccanica, fisica e astronomia di tutto il mondo si interessarono vivamente ai suoi lavori.

## Insegnamento e ricerche
Nel 1885 Ljapunov iniziò a tenere lezioni di meccanica all'Università di Char'kov, occupando la cattedra lasciata da V. G. Imšeneckij, il quale era stato scelto come membro dell'Accademia russa delle scienze. L'attività svolta da Ljapunov è ben riassunta da un commento fatto da Vladimir Andreevič Steklov, suo studente e collaboratore, il quale raccontò di un suo intervento effettuato in una conferenza sulla meccanica in cui affascinò i presenti con le sue nuove teorie, sconosciute anche a lui stesso che aveva comunque frequentato diverse lezioni sulla meccanica negli anni precedenti all'iscrizione all'Università di Char'kov.
Questo commento vuole sottolineare l'interesse mostrato dagli studenti che assistettero alle sue lezioni e, di conseguenza, il rispetto e la stima di cui Ljapunov godette fin dall'inizio del suo insegnamento a Char'kov, nonostante la sua giovane età. Ljapunov tenne lezioni, oltre che sulla meccanica, anche sugli integrali di equazioni differenziali e sulle teorie probabilistiche. Queste lezioni non furono mai pubblicate e rimasero trascritte solo negli appunti dei suoi studenti. Nell'ambito della meccanica egli tenne lezioni sopra sei tematiche: la cinematica, la dinamica di un corpo puntiforme, la dinamica di un sistema di corpi puntiformi, la teoria delle forze di attrazione, la teoria della deformazione dei corpi solidi e l'idrostatica. Tra il 1887 e 1893 egli ha tenuto anche lezioni di Meccanica razionale presso il Politecnico di Char'kov. Nel 1892 ultimò il dottorato di ricerca discutendo una tesi sul Problema generale della stabilità di movimento, la cui importanza è stata messa in risalto da recenti articoli scritti per celebrare il centenario della pubblicazione di questo fondamentale contributo.
Dopo aver conseguito il dottorato, Ljapunov si dedicò a tempo pieno alla professione di docente e ricercatore presso l'Università di Char'kov. Come già detto, i suoi lavori nel campo delle equazioni differenziali, della teoria del potenziale e della stabilità dei sistemi costituirono un risultato fondamentale per i successivi sviluppi della fisica matematica. Relativamente alle teorie probabilistiche egli ha generalizzato i risultati conseguiti da Čebyšëv e da Markov, oltre a fornire una dimostrazione del teorema del limite centrale ancora oggi adottata. Il 2 dicembre 1900 Ljapunov fu eletto membro dell'Accademia russa delle Scienze e all'interno di questo organismo svolse il ruolo di responsabile per la matematica applicata a partire dal 6 ottobre 1901.
Con le sue ricerche sulla meccanica celeste egli ha aperto una nuova pagina nella storia della scienza globale, evidenziando le carenze di alcune teorie di scienziati stranieri. Nel 1908 ha partecipato al quarto congresso dei matematici a Roma. Alla fine del giugno del 1917 si trasferì a Odessa con la moglie, gravemente malata, presso suo fratello Boris. Le condizioni della moglie, oltre alla sua parziale cecità ed al suo non buono stato di salute, contribuirono a far vivere Ljapunov in un costante stato di ansia. Ciò nonostante egli non rinunciò a tenere la sua ultima conferenza sui corpi celesti su invito del Dipartimento di matematica e fisica a Odessa. Il 31 ottobre 1918 sua moglie morì e lo stesso giorno Ljapunov si sparò, restando incosciente fino al decesso il successivo 3 novembre.